# Christoph Ludwig von Seckendorff-Aberdar

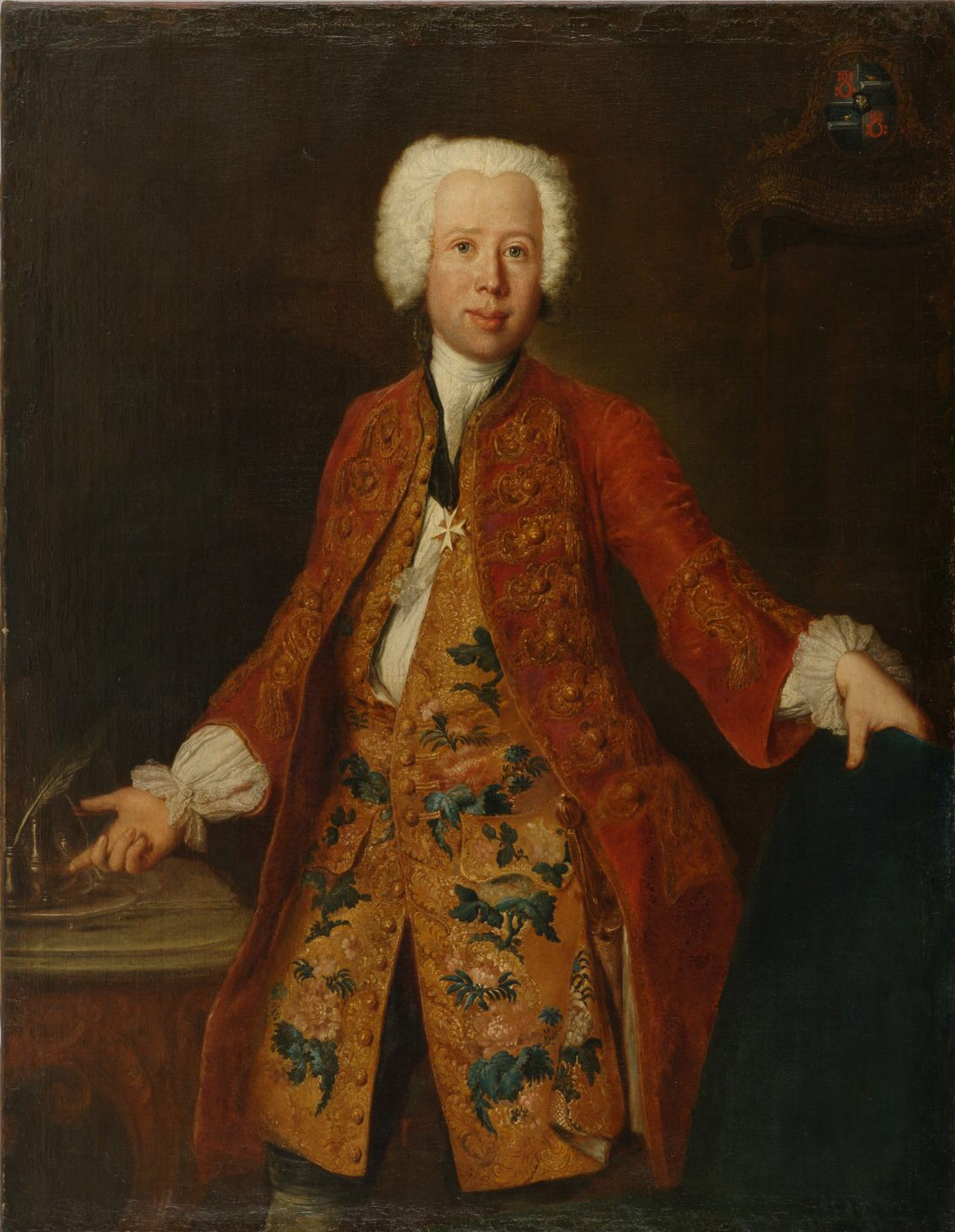
Christoph Ludwig von Seckendorff-Aberdar (1709–1781)

Christoph Ludwig von Seckendorff-Aberdar (* 2. September 1709 in Rittergut Obernzenn-Aberdar; † 22. Dezember 1781 in Obernzenn) war Diplomat und brandenburg-ansbachischer Minister.

## Herkunft
Seine Eltern waren Philipp Albrecht von Seckendorf-Aberdar (1671–1731) und dessen Ehefrau Johanna Dorothea von Seckendorff-Gutend (1670–1750). Sein Onkel väterlicherseits war der Diplomat Christoph Friedrich von Seckendorff-Aberdar (1679–1759), sein Onkel mütterlicherseits war der Feldmarschall Friedrich Heinrich von Seckendorff-Gutend (1673–1763), seit 1719 Reichsgraf.

## Leben
Seine Jugend wurde durch die Erziehung durch seinen Onkel Friedrich Heinrich von Seckendorff-Gutend geprägt. Er erhielt zunächst Privatunterricht und kam dann auf das Gymnasium in Hildburghausen. 1724 wechselte er dann auf die Ritterakademie in Halle („Pedagogium“), wofür er ein reichsritterschaftliches Stipendium erhielt. Er studierte alte Sprachen, Theologie, Jura und „teutsche Beredsamkeit“, 1726 wechselte er dann auf die Universität Leipzig. Anschließend wurde er Legationssekretär in Berlin bei seinem Onkel Friedrich Heinrich. 1735 erhielt er eine Stelle als Reichshofrat. Er bearbeitete die diffizilen diplomatischen Probleme zwischen Wien und Berlin und führte sogar 1734 in Abwesenheit seines Onkels die Geschäfte alleine. Auch die Preußen waren beeindruckt, und so erhielt Seckendorff von König Friedrich Wilhelm I. 1734 die Stelle des Komturs des Johanniterhauses Lützen.
Nach dem Fehlschlag im 7. Türkenkrieg und der Verhaftung seines Onkels entschloss sich Seckendorff kurzfristig, mit Hilfe seines Onkels Friedrich Heinrich an den markgräflichen Hof nach Ansbach zu wechseln. So wurde er auf eigenen Wunsch 1737 aus kaiserlichen Diensten entlassen und wurde Hofrat in Ansbach. Mit der Zeit zeichneten sich aber Meinungsverschiedenheiten mit seinem Onkel ab. Seckendorff sah die Zukunft im Territorialstaat, sein Onkel sah sich als „immediater Reichscavalier“.
Seckendorff machte am Hof in Ansbach, aber auch am Kaiserhof Karriere: 1741 wurde er Präsident des neugegründeten Saynschen Administrationsrats-Kollegiums, 1746 Obervogt zu Ansbach, 1750 Premier-Minister zugleich Reichshofrat und 1755 k. k. Geheimer Rat. 1752 verhandelte er den wichtigen brandenburgischen Hausvertrag.
Bereits 1741 begann er mit dem Ausbau des Ritterguts Obernzenn, wo er 1756 einen für Süddeutschland einzigartigen Bildersaal einrichtete. Er nahm im gleichen Jahr seinen Abschied und verfiel immer stärker in Depressionen. Er vernichtete Teile seiner Korrespondenz und starb 1781. Das Rittergut wurde von seiner Ehefrau erfolgreich verwaltet und später an die Söhne weitergeben.

## Familie
Seckendorff heiratete 1742 in Empel am Niederrhein Charlotte Wilhelmine von Diepenbroick-Gronsfeld (1716/18–1799), eine Tochter des Grafen Johann Bertram Arnold von Diepenbroick-Gronsfeld (1657–1720). Das Paar hatte mehrere Kinder, darunter:
- Johann Karl Christoph  (1747–1814, württembergischer Graf 1810)